# Якке-парсан
Якке-парсан — развалины классического образца хорезмийского замка доисламского времени; одна из самых интересных построек эпохи афригидов.
Якке-парсан схож Тешик-калой общим приёмом планировки: его помещения, замкнутые в квадрат толстых стен, окружают высокий, перекрытый куполом квадратный холл. Вход в замок, поднятый на высоту монолитного пахсового стилобата, был в посреди юго-западного фасада и выделен выдвинутым вперёд порталом-пештаком, одним из древнейших в Средней Азии.
Замок возвышался посреди большого прямоугольного двора, обнесённого двойными стенами с овальными, далеко выступающими башнями. Две крупные башни посредине юго-западного фронта стен защищали ворота, лежащие на одной оси с порталом и холлом замка. Другая, тоже двойная стена окружала усадьбу на расстоянии 9 метров от первой. Двор по всему периметру охватывала полоса сплошной жилой застройки — слитные ячейки крестьянских жилищ, разделённые параллельными стенами и одинаковый глубины на каждой стороне двора, оставляли открытым лишь узкий проход у подножия замка, с юго-восточной стороны сведённый почти на нет.
Двор Якке-парсан первоначально был пуст и был таким задуман, а его обстройка сплошными кварталами крестьянских жилищ возникла и распространилась позже, причём скромные жилища внедрились даже в узкое пространство между двойными стенами, ослабив этим их оборонную силу.